# Семей (пророк)

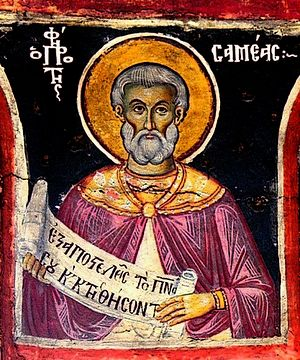
Грецька православна ікона пророка Шемаї

Семей, Шемая (івр. שְׁמַעְיָה (šəma‘jāh) та івр. שְׁמַעְיָהוּ (šəma‘jāhû) — Ягве почув, Х ст. до н. е) — пророк Старого Завіту часів Соломона та Ровоама. Літописець царя Ровоама.
Ровоам був спадкоємцем ізраїльського царя Соломона, однак накликав на себе гнів народу, відмовившись знизити податки, сталі при батькові. Ізраїльський народ зібрався в Сихемі, повстав і відокремився від Ровоама. На боці царя залишилося тільки коліно Юди і Веніаміна. Десять північних колін заснували нове Ізраїльське царство і обрали собі царем помазаного пророком Ахією — Єровоама I. Ровоам намагався відвоювати десять колін, але чоловік Божий Семей попередив його про безнадійність цього плану:
|  | «Скажи Ровоамові, синові Соломона, цареві Юди, і всьому домові Юди та Веніямина та й решті народу: Так каже Господь: Не вступайте на війну проти ваших братів, синів Ізраїля. Вертайтеся кожний додому: від мене бо так сталось.» Послухались вони слова Господнього та й повернулися з дороги, за словом Господнім. |

Згідно з текстом Біблії, це відокремлення було покаранням за гріхи Соломона, батька Ровоама.
Як зміцнив Ровоам свою царську владу й став сильним, то покинув закон Господній, а з ним і ввесь Ізраїль.
На п'ятому році царювання Ровоама фараон Шешонк I (Шішак) напав на Юдею. Тоді пророк прийшов до царя та князів знову:
|  | Тоді пророк Шемая прийшов до Ровоама й до юдейських князів, що зібрались були в Єрусалимі, рятуючися від Шішака, і сказав їм: «Так говорить Господь: Ви покинули мене, за те ж і я вас покидаю в руки Шішакові.» І покорилися князі Ізраїля й цар.. |

Оскільки було прийняте таке рішення, то Господь послав через Шемаю такі слова:
|  | «Вони смирились: я їх не знищу, дам їм на деякий час трохи пільги, і гнів мій не виллється на Єрусалим через Шішака; одначе, вони будуть його рабами, щоб знали, що то значить мені служити й служити земним царствам.» |